# Конституційний акт 1791 року
Акт про ендавменти духовенства (Канаду) (англ. Clergy Endowments (Canada) Act), з 1896 року офіційно Конституційний акт 1791 року (англ. Constitutional Act 1791, фр. Acte constitutionnel de 1791) — акт Парламенту Великої Британії, прийнятий 10 червня 1791 року. Передбачав поділу провінції Квебек на дві частини — Верхню Канаду та Нижню Канаду.

## Історія
Акт був прийнятий для реформування уряду Квебеку для розміщення в провінції, серед решти лоялістів, десяти тисяч лоялістів об'єднаної імперії, що прибули після Американської революції. Провінція Квебек була поділена на дві провінції, коли акт набрав чинності 26 грудня 1791 року. Здебільшого незаселена західна частина провінції була виокремлена у Верхню Канаду (нині південь Онтаріо), а східну частину — у Нижню Канаду. Такі назви було обрано за розміщенням провінцій уздовж річки Святого Лаврентія, що тече із заходу на схід від Великих озер до Атлантичного океану. У Верхній Канаді впровадили англійські право й інституції, а в Нижній Канаді залишили французьке цивільне право, зокрема поміщицьку систему та права Католицької Церкви.
Рада у справах провінції Квебек разом із супутною Виконавчою радою існували надалі, а їхні повноваження та вплив були посилені створенням Законодавчих зборів, що обираються вільними власниками, в обох колоніях, що призвело до запровадження представницького управління колоніями.
Конституційний Акт був спробою запровадити державну релігію за допомогою створення духовенських резервів, тобто земельних наділів, зарезервованих для підтримки протестантської Церкви Англії. Доходи від здачі в оренду або продажу таких резервів, що становили сьому частину території Верхньої та Нижньої Канади, надходили з 1791 року до Церкви Англії, а з 1824 року в складному співвідношенні — до пресвітеріанської Церкви Шотландії. У наступні роки запровадження резервів спричинило низку проблем, зокрема невдоволення Церквою Англії, Сімейним пактом та Клікою Шато, хоча це також призвело до зростання району Оттави, відомого як Ґліб.